# Bulbophyllum chloroglossum
Bulbophyllum chloroglossum är en orkidéart som beskrevs av Heinrich Gustav Reichenbach. Bulbophyllum chloroglossum ingår i släktet Bulbophyllum och familjen orkidéer. Inga underarter finns listade i Catalogue of Life.